# Goldene Himbeere 1997
Die Goldene Himbeere 1997 (engl.: 17th Golden Raspberry Awards) wurde am 23. März 1997, dem Vorabend der Oscarverleihung, im Hollywood Roosevelt Hotel in Hollywood, Kalifornien, verliehen.
Der Film Striptease erhielt insgesamt sechs Goldenen Himbeeren, inklusive der Auszeichnung für den schlechtesten Film. Zuvor war Striptease bereits am häufigsten nominiert worden.
Erst- und bis heute einmalig wurde der Joe Eszterhas Award für den Film mit dem schlechtesten Drehbuch, der trotzdem mehr als 100 Millionen US-Dollar einspielte, verliehen. Preisträger wurden Michael Crichton und Anne-Marie Martin für ihr Drehbuch für den Katastrophenfilm Twister.

## Preisträger und Nominierungen
Es folgt die komplette Liste der Preisträger und Nominierten.
| Kategorien                                                                                | Nominierte | Nominierte |
| ----------------------------------------------------------------------------------------- | --- | --- |
| Schlechtester Film                                                                        | | Andrew Bergman und Mike Lobell – Striptease |
| Schlechtester Film                                                                        | Leslie Belzberg – Eine Familie zum Kotzen (The Stupids)                                                                              | |
| Schlechtester Film                                                                        | Todd Moyer, Mike Richardson und Brad Wyman – Barb Wire – Flucht in die Freiheit (Barb Wire)                                          | |
| Schlechtester Film                                                                        | Edward R. Pressman – DNA – Die Insel des Dr. Moreau (The Island of Dr. Moreau)                                                       | |
| Schlechtester Film                                                                        | Rosalie Swedlin – Ed – Die affenstarke Sportskanone (Ed)                                                                             | |
| Schlechtester Schauspieler                                                                | Pauly Shore · Tom Arnold | Tom Arnold – Mein liebster Feind (Big Bully), Carpool – Mit dem Gangster auf der Flucht (Carpool) und Eine Familie zum Kotzen (The Stupids) sowie Pauly Shore – Bud & Doyle: Total bio. Garantiert schädlich. (Bio-Dome) |
| Schlechtester Schauspieler                                                                | Pauly Shore · Tom Arnold | Keanu Reeves – Außer Kontrolle (Chain Reaction) |
| Schlechtester Schauspieler                                                                | Pauly Shore · Tom Arnold | Adam Sandler – Bulletproof und Happy Gilmore |
| Schlechtester Schauspieler                                                                | Pauly Shore · Tom Arnold | Sylvester Stallone – Daylight |
| Schlechteste Schauspielerin                                                               | Demi Moore | Demi Moore – Nicht schuldig (The Juror) und Striptease |
| Schlechteste Schauspielerin                                                               | Demi Moore | Pamela Anderson – Barb Wire – Flucht in die Freiheit (Barb Wire) |
| Schlechteste Schauspielerin                                                               | Demi Moore | Whoopi Goldberg – Bogus, Eddie und T-Rex |
| Schlechteste Schauspielerin                                                               | Demi Moore | Melanie Griffith – Two Much – Eine Blondine zuviel (Two Much) |
| Schlechteste Schauspielerin                                                               | Demi Moore | Julia Roberts – Mary Reilly |
| Schlechtester Nebendarsteller                                                             | | Marlon Brando – DNA – Die Insel des Dr. Moreau (The Island of Dr. Moreau) |
| Schlechtester Nebendarsteller                                                             | Val Kilmer – Der Geist und die Dunkelheit (The Ghost and the Darkness) und DNA – Die Insel des Dr. Moreau (The Island of Dr. Moreau) | |
| Schlechtester Nebendarsteller                                                             | Burt Reynolds – Striptease | |
| Schlechtester Nebendarsteller                                                             | Steven Seagal – Einsame Entscheidung (Executive Decision)                                                                            | |
| Schlechtester Nebendarsteller                                                             | Quentin Tarantino – From Dusk Till Dawn                                                                                              | |
| Schlechteste Nebendarstellerin                                                            | Melanie Griffith | Melanie Griffith – Nach eigenen Regeln (Mulholland Falls) |
| Schlechteste Nebendarstellerin                                                            | Melanie Griffith | Faye Dunaway – Die Kammer (The Chamber) und Dunston – Allein im Hotel (Dunston Checks In) |
| Schlechteste Nebendarstellerin                                                            | Melanie Griffith | Jami Gertz – Twister |
| Schlechteste Nebendarstellerin                                                            | Melanie Griffith | Daryl Hannah – Two Much – Eine Blondine zuviel (Two Much) |
| Schlechteste Nebendarstellerin                                                            | Melanie Griffith | Teri Hatcher – Mississippi Delta – Im Sumpf der Rache (Heaven's Prisoners) und 2 Tage in L. A. (2 Days in the Valley) |
| Schlechteste Filmpaarung                                                                  | Demi Moore · Burt Reynolds | Demi Moore und Burt Reynolds – Striptease |
| Schlechteste Filmpaarung                                                                  | Demi Moore · Burt Reynolds | Pamela Andersons „herausragende Implantate“ – Barb Wire – Flucht in die Freiheit (Barb Wire) |
| Schlechteste Filmpaarung                                                                  | Demi Moore · Burt Reynolds | Beavis and Butt-Head – Beavis und Butt-Head machen’s in Amerika (Beavis and Butt-Head Do America) |
| Schlechteste Filmpaarung                                                                  | Demi Moore · Burt Reynolds | Marlon Brando und der „verdammte Zwerg“ – DNA – Die Insel des Dr. Moreau (The Island of Dr. Moreau) |
| Schlechteste Filmpaarung                                                                  | Demi Moore · Burt Reynolds | Matt LeBlanc und Ed (der mechanische Affe) – Ed – Die affenstarke Sportskanone (Ed) |
| Schlechteste Regie                                                                        | | Andrew Bergman – Striptease |
| Schlechteste Regie                                                                        | John Frankenheimer – DNA – Die Insel des Dr. Moreau (The Island of Dr. Moreau)                                                       | |
| Schlechteste Regie                                                                        | Stephen Frears – Mary Reilly | |
| Schlechteste Regie                                                                        | John Landis – Eine Familie zum Kotzen (The Stupids)                                                                                  | |
| Schlechteste Regie                                                                        | Brian Levant – Versprochen ist versprochen (Jingle All the Way)                                                                      | |
| Schlechtestes Drehbuch                                                                    | | Andrew Bergman – Striptease |
| Schlechtestes Drehbuch                                                                    | Ilene Chaiken und Chuck Pfarrer – Barb Wire – Flucht in die Freiheit (Barb Wire)                                                     | |
| Schlechtestes Drehbuch                                                                    | David Mickey Evans – Ed – Die affenstarke Sportskanone (Ed)                                                                          | |
| Schlechtestes Drehbuch                                                                    | Brent Forrester – Eine Familie zum Kotzen (The Stupids)                                                                              | |
| Schlechtestes Drehbuch                                                                    | Ron Hutchinson und Richard Stanley – DNA – Die Insel des Dr. Moreau (The Island of Dr. Moreau)                                       | |
| Schlechtester Newcomer                                                                    | Pamela Anderson | Pamela Anderson – Barb Wire – Flucht in die Freiheit (Barb Wire) |
| Schlechtester Newcomer                                                                    | Pamela Anderson | Beavis and Butt-Head – Beavis und Butt-Head machen’s in Amerika (Beavis and Butt-Head Do America) |
| Schlechtester Newcomer                                                                    | Pamela Anderson | Ellen DeGeneres – Mr. Wrong – Der Traummann wird zum Alptraum (Mr. Wrong) |
| Schlechtester Newcomer                                                                    | Pamela Anderson | Cast-Mitglieder der Fernsehserie Friends, die zu Möchtegern-Filmstars geworden sind (Jennifer Aniston, Lisa Kudrow, Matt LeBlanc und David Schwimmer)                                                                    |
| Schlechtester Newcomer                                                                    | Pamela Anderson | die neue „seriöse“ Sharon Stone – Diabolisch (Diabolique) und Last Dance |
| Schlechtester Song                                                                        | | Pussy, Pussy, Pussy (Whose Kitty Cat Are You?) aus Striptease – Marvin Montgomery |
| Schlechtester Song                                                                        | Welcome to Planet Boom! (a.k.a. This Boom's for You) aus Barb Wire – Flucht in die Freiheit (Barb Wire) – Tommy Lee                  | |
| Schlechtester Song                                                                        | Whenever There is Love (Love Theme from Daylight) aus Daylight – Bruce Roberts und Sam Roman                                         | |
| Film mit dem schlechtesten Drehbuch, der mehr als 100 Millionen US-Dollar eingespielt hat | Michael Crichton | Michael Crichton und Anne-Marie Martin – Twister |
| Film mit dem schlechtesten Drehbuch, der mehr als 100 Millionen US-Dollar eingespielt hat | Michael Crichton | Dean Devlin und Roland Emmerich – Independence Day |
| Film mit dem schlechtesten Drehbuch, der mehr als 100 Millionen US-Dollar eingespielt hat | Michael Crichton | Akiva Goldsman – Die Jury (A Time to Kill) |
| Film mit dem schlechtesten Drehbuch, der mehr als 100 Millionen US-Dollar eingespielt hat | Michael Crichton | David Koepp, Robert Towne und Steven Zaillian – Mission: Impossible |
| Film mit dem schlechtesten Drehbuch, der mehr als 100 Millionen US-Dollar eingespielt hat | Michael Crichton | Irene Mecchi, Tab Murphy, Bob Tzudiker und Noni White – Der Glöckner von Notre Dame (The Hunchback of Notre Dame) |